# Xenorhina macrops
Xenorhina macrops es una especie de anfibios de la familia Microhylidae.

## Distribución geográfica
Se encuentra en Nueva Guinea Occidental (Indonesia).

## Estado de conservación
Se encuentra amenazada por la pérdida de su hábitat natural.